# Cresera iloides
Cresera iloides är en fjärilsart som beskrevs av Rothschild 1910. Cresera iloides ingår i släktet Cresera och familjen björnspinnare. Inga underarter finns listade i Catalogue of Life.